# Enciclopedia Einaudi
L'Enciclopedia Einaudi è un'enciclopedia in 16 volumi realizzata dalla Einaudi negli anni 1977-1984 e diretta da Ruggiero Romano, con la consulenza di Alfredo Salsano, Giorgio Bertoldi, Alessandro Fontana, Jean Petitot, Massimo Piattelli Palmarini, Massimo Galuzzi, Fernando Gil, Krzysztof Pomian, Giuseppe Papagno, Gian Paolo Caprettini, Renato Betti, Giuseppe Geymonat, Giulio Giorello e Clemente Ancona. Nel 1984 uscì un volume di "Indici".

## Struttura
L'opera, nei primi 14 volumi, ruota attorno alle voci tra loro connesse tramite un paragrafo finale che ne inquadra il senso all'interno delle altre voci con dei rimandi che sembrano anticipare il linguaggio ipertestuale tipico dei computer e di questa stessa Wikipedia. Il quindicesimo volume organizza ulteriormente il rapporto tra le voci con 73 articoli di "sistematica locale" e 10 articoli di "ricoprimenti tematici". Apre il primo volume, fuori ordine alfabetico, l'articolo "Enciclopedia", firmato da Alfredo Salsano. Ogni volume comincia con una "Nota della redazione", il quindicesimo volume anche con una "Premessa" di Ruggiero Romano (in realtà una nota di conclusione dell'opera). Il 16º volume, pubblicato nel 1984, contiene gli indici generali.
Il primo volume contiene anche una breve e anonima "Premessa dell'editore", dove si dice: «Non una summa, dunque, ma neppure un digest del sapere. Piuttosto, forse non è velleitario mirare a una sorta di individuazione critica dei momenti di incrocio delle diverse problematiche, ritenendo questi momenti capaci di costituire un discorso coerente - non definitivo - in sviluppo, animatore del sapere attuale. Tuttavia, il perché, i perché, della nostra Enciclopedia appariranno ancora nel trattare il come dell'Enciclopedia. Un'enciclopedia che lasci cadere deliberatamente [...] tutto quanto vi è di nozionistico nel sapere, e che invece concentri la sua attenzione sugli elementi portanti e importanti del discorso culturale quale si è venuto organizzando nell'ultimo mezzo secolo [...]»
Pur di grande impatto editoriale, di concezione radicalmente nuova (basata su temi e non su voci e nomi) e ancor oggi valida, l'Enciclopedia Einaudi non è stata tuttavia più aggiornata né resa disponibile on-line o su CD-ROM.

## Volumi
- 1: Abaco-Astronomia (1977): Premessa dell'editore - Nota della redazione - Enciclopedia (Alfredo Salsano) - 42 voci
- 2: Ateo-Ciclo (1977): 37 voci
- 3: Città-Cosmologie (1978): 36 voci
- 4: Costituzione-Divinazione (1978): 36 voci
- 5: Divino-Fame (1978): 43 voci
- 6: Famiglia-Ideologia (1979): 47 voci
- 7: Imitazione-Istituzioni (1979): 38 voci
- 8: Labirinto-Memoria (1979): 39 voci
- 9: Mente-Operazioni (1980): 38 voci
- 10: Opinione-Probabilità (1980): 44 voci
- 11: Prodotti-Ricchezza (1980): 41 voci
- 12: Ricerca-Socializzazione (1981): 41 voci
- 13: Società-Tecnica (1981): 30 voci
- 14: Tema/motivo-Zero (1981): 43 voci
- 15: Sistematica (1982): Premessa (Ruggiero Romano) - Anthropos-Vita/morte: 73 voci
  - Ricoprimenti tematici:
    - Proiezioni dell'antropologia (Marc Augé)
    - Le vie della forma (Gian Paolo Caprettini)
    - Dalla biologia alla filosofia (Pierre Delattre)
    - I paradossi dell'esperienza (Emilio Garroni)
    - Ipotesi, calcoli, conoscenza (Giulio Giorello)
    - Dall'economia alla storia (Giuseppe Papagno)
    - Lo Stato: il grande modello? (Leandro Perini)
    - Unità delle matematiche (Jean Petitot)
    - Natura, storia, conoscenza (Krzysztof Pomian)
    - L'aporia fondatrice delle matematiche (René Thom)
- 16: Indici (1984)

## Collaboratori
Autori delle voci, oltre ai curatori stessi, sono Luigi Accardi, Giorgio Agamben, Judith Aissen, Gianni Albergoni, Ettore A. Albertoni, Renzo Alzetta, Stefan Amsterdamski, Clemente Ancona, Angelo Marcello Anile, Philippe Ariès, Jean-Paul Aron, Giovanni Arrighi, Alberto Asor Rosa, Marc Augé, Borisław Baczko, Paul Bairoch, Gino Baratta, Jacques Barrau, Roland Barthes, Franco Basaglia, William S. Beck, Giuseppe Bedeschi, Nicole Belmont, Yemima Ben-Menahem, Alain Bergounioux, Elie Bernard-Weil, Luigi Besana, Bruno Bertotti, Marco Bianchini, Giorgio Bignami, Chantal Blanc-Pamard, Norberto Bobbio, Carlo Boffito, Charles Boilès, Corrado Bologna, Giovanni Bottiroli, Silvana Borutti, Patrick Bouchareine, Jean-Louis Bouttes, Claude-P. Bruter, Richard Bucaille, Bernard Brun, Manlio Brusatin, Olivier Burgelin, Giovanni Busino, Manuel V. Cabral, Piero Caldirola, Gaetano Calabrò, Francesco Calvo, Giorgio Raimondo Cardona, Carlo Carena, Jeannie Carlier, Michel Cartier, Richard Carter, Giulio Casati, Valerio Castronovo, Marco Cattini, Giovanni Cavallo, Émile Cazade, Bohdan Chwedeńczuk, Noam Chomsky, Yvonne Choquet-Bruhat, Norman Clermont, Richard M. Coe, Antoine Compagnon, Georges Condominas, Franco Cordero, Dario Corno, Antonio Costa, Robert Cresswell, Mario Dal Pra, Hubert Damisch, Antoine Danchin, Rosalba Davico, Alain Delaunay, Pierre Delattre, Maurizio Del Ninno, Christian Descamps, Cesare de Seta, Marcel Detienne, Alfonso Maria Di Nola, Rémy Droz, Oswald Ducrot, Umberto Eco, Geoff S. Einon, Yehida Elkana, Walter Endrei, Bernard d'Espagnat, Ugo Fabietti, Jean-Pierre Faye, Carlo Ferrari, Guido Ferraro, Carlo Ferrucci, Giovanni Filoramo, Bruno de Finetti, François Flahault, Marco Focchi, Jerry Fodor, Franco Fortini, Mario Gerolamo Fracastoro, Marcello Fulchignoni, Giuseppe Galasso, Juan Carlos Garavaglia, Emilio Garroni, Israil Moiseevič Gel'fand, Bronisław Geremek, Antonio Ghirelli, José Gil, Maurice Godelier, Jacques Gomila, Gilles-Gaston Granger, Livio Gratton, Francesco Guerra, Morris Halle, Jorge Hankamer, Giovanni Haussmann, Roland Havas, Françoise Héritier, Gerald Holton, Pierre Jacob, Albert Jacquard, Cezary Jozefiak Samuel Jay Keyser, Jacek Kochanowicz, Leszek Kołakowski, Tadeusz Kowalik, Witold Kula, Luca Lamberti, Vittorio Lanternari, Edmund Leach, Jacques Le Goff, Pierre Lemonnier, Giulio C. Lepschy, Richard Levins, Richard Lewontin, Jurij Michajlovič Lotman, Dario Maccagni, Antoni Mączak, Stefano Maffettone, Ida Magli, Mauro Mancia, Mario Manfredi, Bernard Manin, Jurij Ivanovič Manin, Diego Marconi, Alfredo Margarito, Louis Marin, Eric Marty, Patrick Mauriès, Antoni Mazurkiewicz, Renata Mecchia, Claude Ménard, Paolo Menozzi, Antonio Messina, Biagio Micale, Gianni Micheli, Andrea Milani, Massimo Modica, Marco Mondadori, Théodore Monod, Pietro Montani, Simona Morini, Krzysztof Moszyński, Diego Napolitani, Mieczysław Nasiłowski, Jean-Jacques Nattiez, Gregoire Nicolis, Michael O'Hanlon, Franca Ongaro Basaglia, Edmond Ortigues, Jerzy Osiatyński, Sabino Franco Palmieri, Chaim Perelman, Catherine Perlès, Guy Perrier, Jean-Marie Pesez, Jean Petitot, Guido Petter, Léon Poliakov, Mieczysław Porębski, François Pouillon, Carlo Prandi, Ilya Prigogine, Il'ja Romanovič Prigožin, Claudio Procesi, Giorgio Prodi, William B. Provine, Hilary Putnam, Jean-Pierre Raison, Enrico Rambaldi, Girolamo Ramunni, Tullio Regge, Salomon Resnik, Jean-Loup Rivière, Marcel Roncayolo, Steven P. Rose, Pierre Rosenstiehl, Luigi Rosiello, Ignacy Sachs, Henryk Samsonowicz, Aristide Sanini, Enrico Santamato, Jean-Claude Schmitt, Giuseppe Scifo, Cesare Segre, Włodzimierz Siwiński, Antonio Sparzani, Guido Stampacchia, Isabelle Stengers, Vittorio Strada, Jean Sumpf, Jerzy Szacki, Jean-Pierre Terrail, Alain Testart, René Thom, Charles Thomas, Michel Tibon-Cornillot, Paolo Tincati, Giancarlo Trentini, Aldo Treves, Ugo Tucci, Jean-Didier Urbain, Jean-Paul Valabrega, Paolo Valabrega, Renée Valeri, Valerio Valeri, André Vauchez, Salvatore Veca, Corrado Vivanti, Jules Vuillemin, Andrzej Wakulicz, Nathan Wachtel, Immanuel Wallerstein, Anthony Wilden, Andrzej Wyrobisz, Janina Zakrzerwska, Benedykt Zientara, Stefan Žólkiewski, Ludovico Zorzi.